# 381 a.C.
Il 381 a.C. (CCCLXXXI a.C. in numeri romani) è un anno  del IV secolo a.C.

## Eventi
- Roma
  - Tribuni consolari Marco Furio Camillo, Marco Fabio Ambusto, Lucio Lucrezio Tricipitino Flavo, Aulo Postumio Albino Regillense, Lucio Furio Medullino Fuso e Lucio Postumio Albino Regillense